# Schussen
Schussen este un râu cu lungimea de 62 km, situat în Oberschwaben, Baden-Württemberg, Germania într-o regiune situată între Schwäbische Alb, Dunăre, Bodensee și granița cu Austria. El este un afluent indirect al Rinului care se varsă în Bodensee (Lacul Constanța).

## Afluenți
Scherzach, Schwarzach, Steinach, Wolfegger Ach, Flappach

## Localități traversate
Ravensburg, Weingarten, Bad Schussenried, Aulendorf, Meckenbeuren și Eriskirch.